# Distretto di Anpachi
Il distretto di Anpachi (安八郡, Anpachi-gun?) è uno dei distretti della prefettura di Gifu, in Giappone.
Attualmente fanno parte del distretto i comuni di Anpachi, Gōdo e Wanouchi.
| Controllo di autorità | VIAF (EN) 159433071 · LCCN (EN) n79042567 · J9U (EN, HE) 987007559653705171 · NDL (EN, JA) 00399591 |